# Siëvuš Asrorov
Siëvuš Asrorov (in tagico Сиёвуш Асроров?; Qurǧonteppa, 21 luglio 1992) è un calciatore tagiko, difensore del Vachš.

## Palmarès

### Club

#### Competizioni nazionali
- Campionato tagiko: 5

Istiklol: 2014, 2015, 2016, 2017, 2018